# Цифровая клавиатура

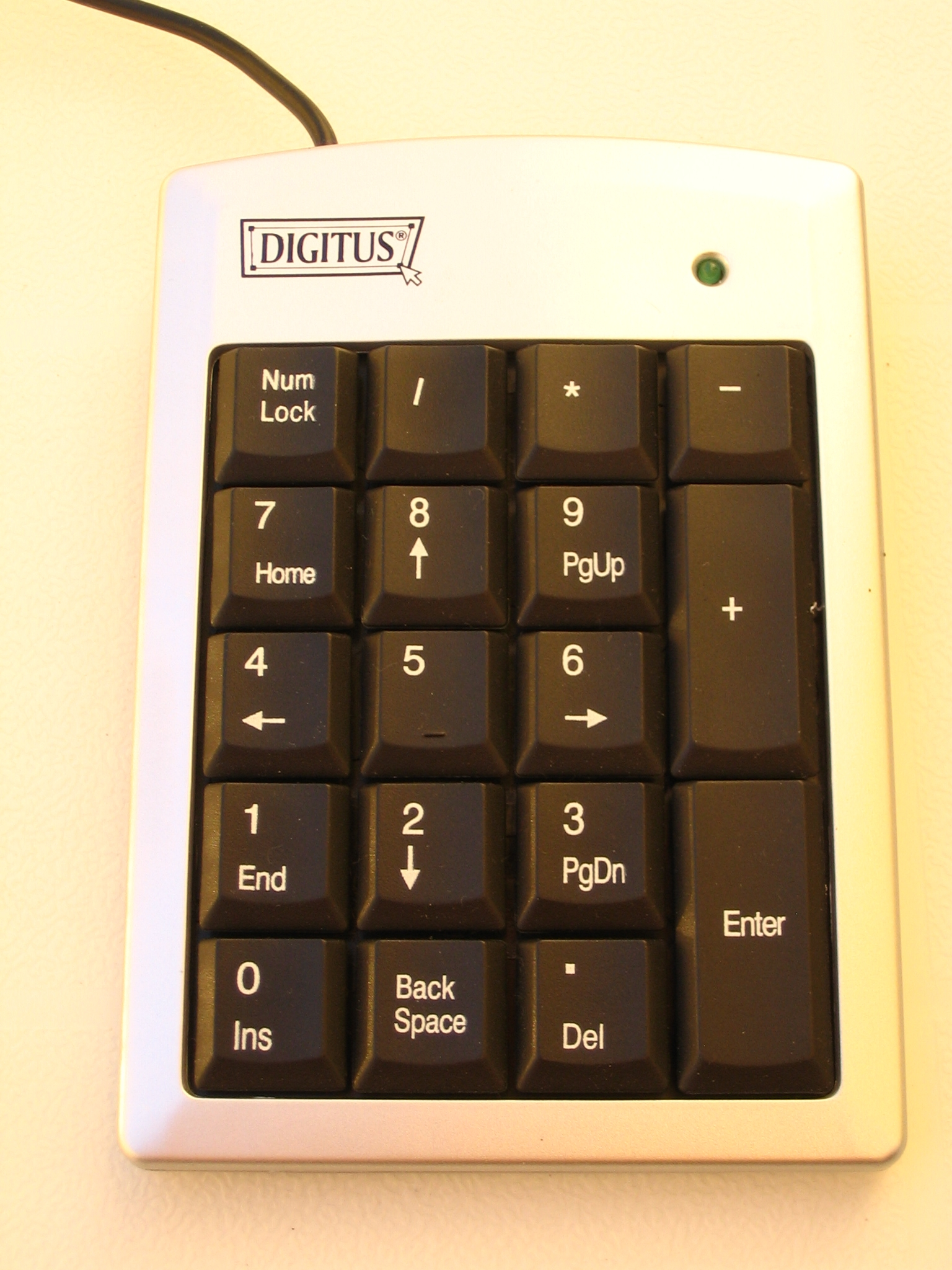
Отдельная цифровая клавиатура

Цифрова́я клавиату́ра, цифрово́й блок, нумпа́д (англ. Numeric keypad, Keypad, Numpad) — небольшая секция компьютерной клавиатуры, обычно находится с правого края. На цифровой клавиатуре имеются клавиши с цифрами от 0 до 9, символ десятичного разделителя (.), символы сложения (+), вычитания (−), умножения (*) и деления (/).

## Применение
Первоначально отдельный цифровой блок в ноутбуках не применялся (кнопки цифрового блока располагались на «буквенных» кнопках, переключение происходило через кнопку-модификатор Fn), ввиду малого размера обычных тогда 13‒15 ″ моделей. Сейчас, с широким выходом на рынок 17‒19 ″ моделей, цифровой блок стал обязательной принадлежностью клавиатур подобных ноутбуков, также он стал зачастую появляться и на моделях меньших размеров.
На клавиатурах ноутбуков, не имеющих выделенного блока цифр, при включении режима Num Lock под ввод цифр перестраивается часть буквенных клавиш клавиатуры: клавиши «U», «I», «O» заменяются цифрами «4», «5», «6», клавиши «J», «K», «L» — цифрами «1», «2», «3» и так далее.
В так называемых «урезанных» (компактных) клавиатурах цифровой блок не добавляется, для уменьшения их габаритов. Также убран и в некоторых «игровых» клавиатурах.

## Режимы работы
Цифровая клавиатура работает в двух режимах:
- когда Num Lock включён и клавиша ⇧ Shift не нажата и когда Num Lock выключен и клавиша ⇧ Shift нажата, цифровые клавиши работают как цифры, клавиша «.» вводит десятичный разделитель (точку в английской раскладке и запятую в русской);
- когда Num Lock выключен и клавиша ⇧ Shift не нажата и когда Num Lock включён и клавиша ⇧ Shift нажата, клавиши 8, 6, 2, 4 работают как клавиши управления курсором, а клавиши 7, 9, 3, 1 работают как Home, PgUp, PgDn и End, соответственно.

Расположение цифр на цифровой клавиатуре отличается от расположения цифр на клавиатуре телефона — это может ввести в заблуждение тех, кто использует одно из этих расположений клавиш чаще.
Цифровая клавиатура используется в финансовых и экономических программах для ввода цифр; ввод осуществляется быстрее по сравнению с линейным расположением цифр. Стиль подобного ввода похож на стиль ввода в калькуляторе или кассовом аппарате.
Кнопки +, -, * (самостоятельно или в комбинации с клавишей Ctrl) во многих программах используются для задания масштаба (крупнее, мельче, стандартный масштаб).
В некоторых играх (например, roguelike и Civilization) цифровая клавиатура используется для движения по диагонали.
Цифровая клавиатура используется для управления курсором мыши с клавиатуры при включении соответствующего режима. Эта возможность предназначена для людей с ограниченными возможностями.